# Vlag van Zacatecas

Vlag van Zacatecas (ratio 4:7)

De niet-officiële vlag van Zacatecas toont het wapen van Zacatecas centraal op een witte achtergrond, waarbij de hoogte-breedteverhouding van de vlag net als die van de Mexicaanse vlag 4:7 is.
Net als de meeste andere staten van Mexico heeft Zacatecas geen officiële vlag, maar wordt de hier rechts afgebeelde vlag op niet-officiële wijze gebruikt.